# Eiiči Moriwaki
Eiiči Moriwaki (森脇 英一, Moriwaki Eiichi, * asi 1930–1940) byl japonský fotograf.

## Životopis
O Moriwakim není známo téměř nic. V roce 1930 byl členem umělecké skupiny Osaka Camera Group (大阪カメラグループAkasaka Kamera Gurūpu ), kterou vedl Kijoši Koiši a na konci třicátých let člen fotografického klubu ve městě Róka 浪華写真クラブ (浪華写真クラブRoka Shashin Kurabu ).
Tokijské metropolitní muzeum fotografie uchovává Moriwakiho díla ve své stálé sbírce. 